# Vackov (Plesná)
Vackov (deutsch Watzkenreuth) ist ein Ortsteil der Stadt Plesná in Tschechien.

## Geschichte
Viele Orte des Schönbacher Ländchens sind vom Kloster Waldsassen aus gegründet worden, die 1348 Rüdiger von Sparneck erwarb.

### Eingemeindungen
Im Jahr 1965 wurde Vackov nach Plesná eingemeindet.

### Einwohnerentwicklung
| Jahr | Einwohnerzahl |
| ---- | ------------- |
| 1869 | 275           |
| 1880 | 269           |
| 1890 | 285           |
| 1900 | 307           |
| 1910 | 446           |

| Jahr | Einwohnerzahl |
| ---- | ------------- |
| 1921 | 424           |
| 1930 | 464           |
| 1950 | 154           |
| 1961 | 96            |
| 1970 | 52            |

| Jahr | Einwohnerzahl |
| ---- | ------------- |
| 1980 | 25            |
| 1991 | 21            |
| 2001 | 11            |
| 2011 | 10            |